# 辻康吾
辻 康吾（つじ こうご、1934年 -2024 ）は、日本の中国学者。中華食文化研究センター代表。

## 来歴
東京府生まれ。1959年東京外国語大学中国語学科卒業。1961年立教大学法学部卒業。
毎日新聞香港・北京特派員を経て、北京支局長、東京本社編集委員。その後、東海大学教授、獨協大学教授。2005年退職。

## 著書
- 『転換期の中国』 (岩波新書) 1983.8
- 『中華曼陀羅 「10億人の近代化」特急』（学陽書房） 1985.11、のち岩波現代文庫
- 『北京激動 - 中国の民主』(岩波ブックレット) 1989.8
- 『中国考現学』（大修館書店） 1992.3
- 『中華人民笑話国 中国人、中国人を笑う』（小学館） 2008.8

### 編著
- 『現代中国の飢餓と貧困 二,〇〇〇万人餓死事件への証言』（編、弘文堂） 1990.11
- 『原典中国現代史 第4巻 社会』（加藤千洋共編、岩波書店） 1995.4

## 翻訳
- 『キビとゴマ』（加藤幸子共編、研文出版、中国女流文学選） 1985.4
- 『河殤 中華文明の悲壮な衰退と困難な再建』（蘇暁康, 王魯湘、橋本南都子共訳、弘文堂） 1989.6
- 『文化大革命十年史』（厳家祺、高皋監訳、岩波書店） 1996.12、のち岩波現代文庫 2002
- 『中国共産党史の論争点』 （韓鋼編訳、岩波書店） 2008.7
- 『中国高度成長の構造分析 中国モデルの効用と限界』（何清漣、勉誠出版） 2010.4
- 『中国の新しい対外政策 誰がどのように決定しているのか』（リンダ・ヤーコブソン, ディーン・ノックス、岩波現代文庫）  2011.3
- 『中国再考』（葛兆光、監訳、岩波現代文庫） 2014、新版 2021

## 参考
- http://bookweb.kinokuniya.co.jp/htm/4093878056.html

| スタブアイコン | サブスタブ | この項目は、まだ閲覧者の調べものの参照としては役立たない、人物に関連した書きかけの項目です。この項目を加筆・訂正などしてくださる協力者を求めています（P:人物伝/PJ:人物伝）。 |